# Dolichiscus marinae
Dolichiscus marinae är en kräftdjursart som beskrevs av Oleg Grigor'evich Kussakin och Galina S. Vasina 200. Dolichiscus marinae ingår i släktet Dolichiscus och familjen Austrarcturellidae. Inga underarter finns listade i Catalogue of Life.